# Elmer Ambrose Sperry
Elmer Ambrose Sperry (Cincinnatus, 12 de outubro de 1860 — Brooklyn, 16 de junho de 1930) foi um inventor e empreendedor estadunidense. Ele era conhecido como o "pai da moderna tecnologia de navegação".
Co-inventor, juntamente com Hermann Anschütz-Kaempfe, da bússola giratória.
Suas invenções como as bússolas giratórias (que permitia controlar a direção de um navio para manter automaticamente uma linha fixa̞) e estabilizadores (para diminuir o efeito das ondas no navio) foram adotados pela Marinha dos Estados Unidos e usados em ambas as guerras mundiais. Ele também trabalhou em estreita colaboração com empresas japonesas e o governo japonês.

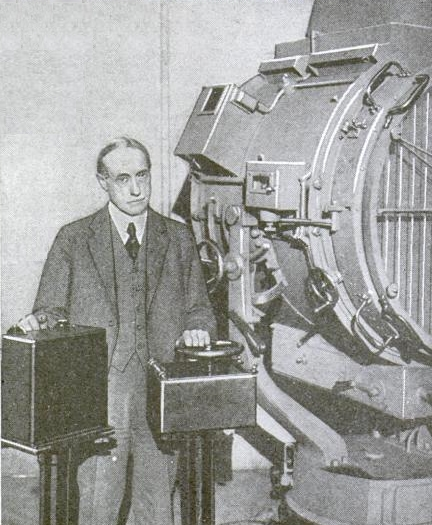
Elmer Ambrose Sperry